# Missouri Western State University
Missouri Western State University är ett delstatligt universitet i Saint Joseph, Missouri i USA med omkring 3 800 studerande (2023).
Universitetet grundades år 
1915 som St. Joseph Junior College i centrala Saint Joseph. År 1933 flyttade skolan till en annan byggnad, och i början på 70-talet köpte man ett cirka 3 km² stort område och flyttade dit. Universitetets campus ligger där än idag. Skolans maskot är en grip.

## Sport
Universitetet har deltagare, kallade MWSU Griffons, i en mängd sporter.

### Män
- Baseboll
- Basket
- Amerikansk fotboll
- Golf

### Kvinnor
- Basket
- Golf
- Fotboll
- Softboll
- Tennis
- Volleyboll